# Zdzisław Rachtan

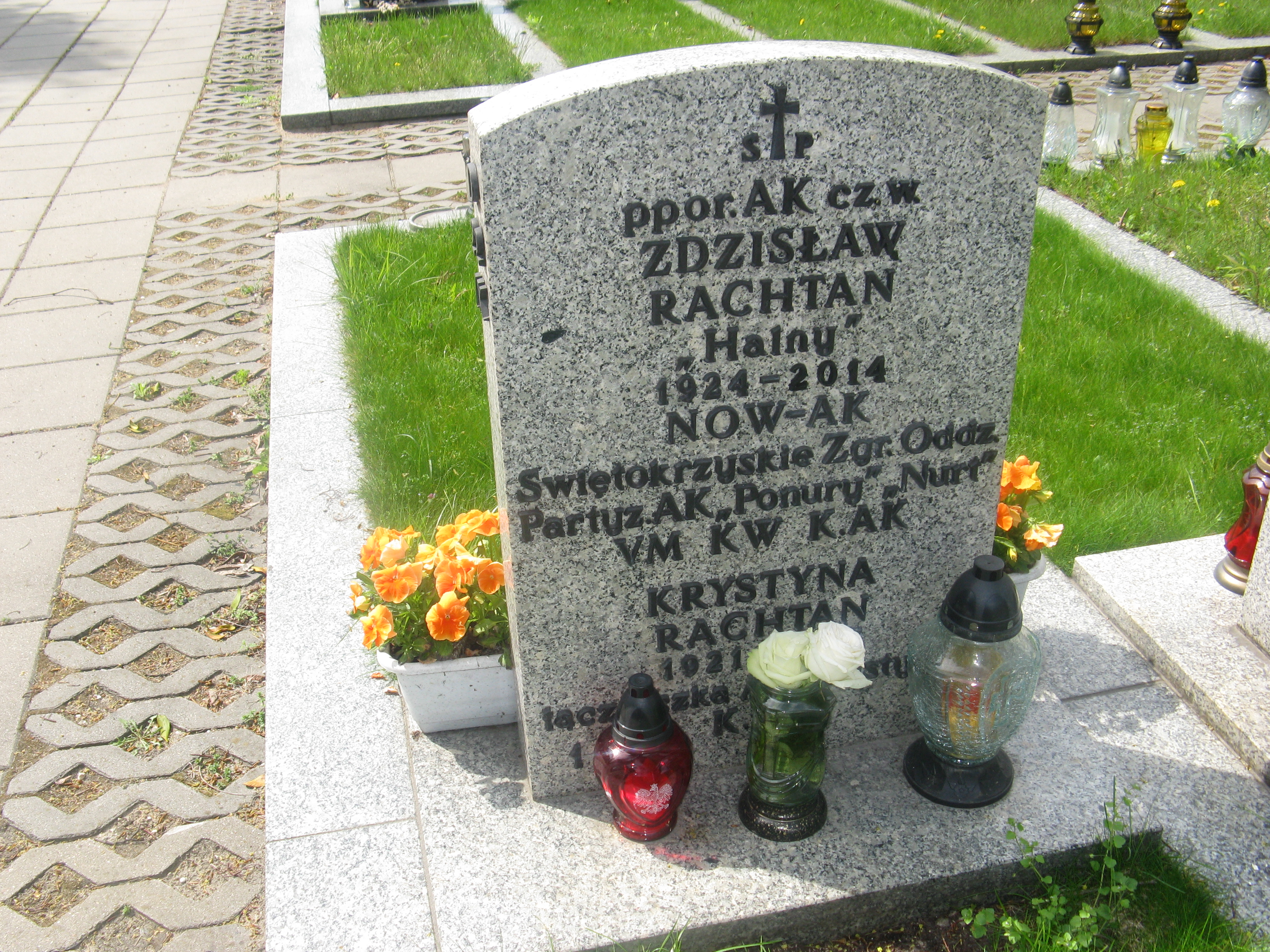
Grób Zdzisława Rachtana na Wojskowych Powązkach w Warszawie

Zdzisław Stefan Rachtan ps. Halny (ur. 9 marca 1924 w Starachowicach, zm. 26 stycznia 2014 w Warszawie) – porucznik, żołnierz Zgrupowań Partyzanckich AK „Ponury” i I batalionu 2 pp Leg. AK „Nurta”, kawaler Krzyża Srebrnego Orderu Wojennego Virtuti Militari.

## Życiorys
Urodził się 9 marca 1924 r. w Starachowicach-Wierzbniku w rodzinie Stefana i Jadwigi z d. Sułek. Od 1940 r. zaangażowany w konspirację w szeregach Narodowej Organizacji Wojskowej. Przyjął pseudonim „Halny”. Okupacyjne nazwisko „Zdzisław Drzazga”. W marcu 1943 r. włączony został do oddziału dywersyjnego NOW pod dowództwem chor. Tomasza Wagi „Sęka”, „Szorta”. Pełnił w nim funkcje dowódcy drużyny i zastępcy dowódcy plutonu. Odbył także szkolenie podoficerskie. W 1943 r. przeszedł cały szlak bojowy Zgrupowań Partyzanckich AK „Ponury”.
Jeden z pomysłodawców i inicjatorów ufundowania odsłoniętej 15 września 1957 r. w miejscu dawnego obozu kapliczki Matki Boskiej Bolesnej na Wykusie – pierwszego w Polsce pomnika upamiętniającą poległych w walce o Ojczyznę żołnierzy Armii Krajowej. Jeden z założycieli i głównych działaczy ogólnopolskiego, niezależnego od ZBoWiD kombatanckiego Środowiska Świętokrzyskich Zgrupowań Partyzanckich Armii Krajowej „Ponury”– „Nurt”.
Od 1991 r. Przewodniczący Kapituły policyjnej Honorowej Odznaki Zasługi im. mjr. Jana Piwnika „Ponurego”.
Został członkiem komitetu poparcia Bronisława Komorowskiego przed przyspieszonymi wyborami prezydenckimi 2010 r.
Honorowy obywatel Wąchocka i Starachowic (wrzesień 2012).
W 2013 r. został laureatem XII edycji Nagrody IPN Kustosz Pamięci Narodowej.
Zmarł 16 stycznia 2014 r. i został pochowany na Cmentarzu Wojskowym na Powązkach w Warszawie kwatera D 22 rząd 9 grób 1.

## Odznaczenia
- Krzyż Srebrny Orderu Wojennego Virtuti Militari (nr 12988) –  za walkę 29/30 sierpnia 1944 pod Lipnem i Chotowem
- Krzyż Komandorski Orderu Odrodzenia Polski – 2014, pośmiertnie[8]
- Krzyż Oficerski Orderu Odrodzenia Polski – 2006[9]
- Krzyż Kawalerski Orderu Odrodzenia Polski – 1995[10]
- Krzyż Walecznych (nr 32336) – za walkę 27 sierpnia 1944 pod Dziebałtowem
- Medal za Długoletnie Pożycie Małżeńskie – 1995[11]
- Medal Wojska (4-krotnie)[12]
- Krzyż Armii Krajowej (nr 6113) – 1961